# Schloss Walkering

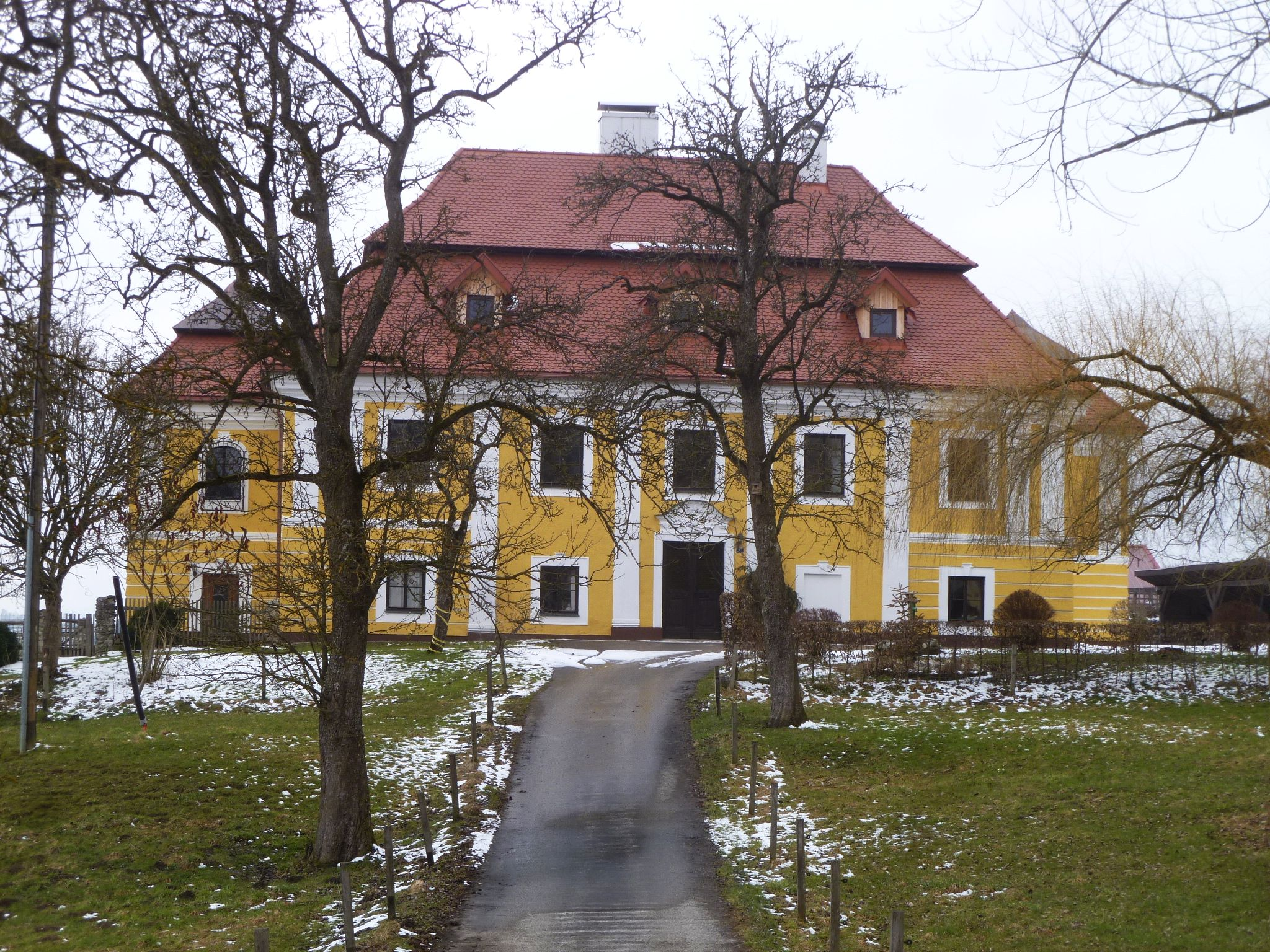
Schloss Walkering

Das Schloss Walkering liegt im Ortsteil Walkering der Gemeinde Vöcklamarkt im Bezirk Vöcklabruck von Oberösterreich (Walkering 1).

## Geschichte
Walkering wird erstmals 1320 als Schaunbergisches Lehen, das an die Herrschaft Kammer vergeben war, erwähnt. Im Schaunberger Urbar von 1371 wird Walkering erwähnt. Nach der Niederlage der Schaunberger bei ihrer Fehde gegen die Habsburger kam Walkering an den Landesherrn. 1380 belehnte Herzog Albrecht III. den Rüdiger Dachsenbeck mit Walkering, 1395 wurde das Lehen durch Herzog Albrecht IV. erneuert. 1423 wird als Lehensinhaber ein Paul Walchinger genannt. Unter den Walchingers wurde 1455 die Herrschaft Walkering mit der von Viecht zusammengelegt, wobei die Gerichtsbarkeit in Viecht war. Deshalb nannten sich die späteren Inhaber entweder „von und zu Walkering auf Viecht“ bzw. „von Walkering zu Viecht“.

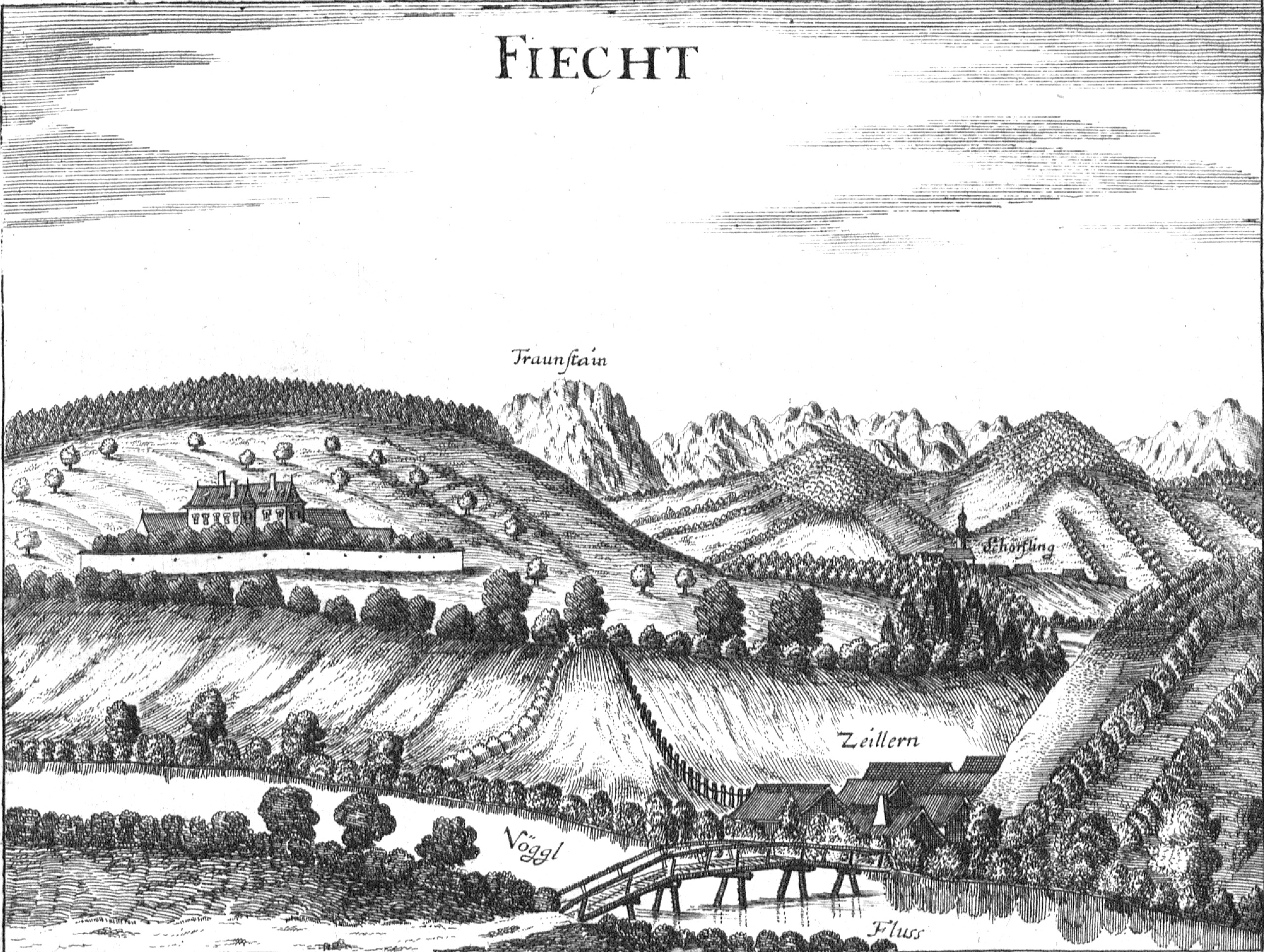
Schloss Walkering nach einem Stich von Georg Matthäus Vischer von 1674

1515 wird auf Walkering ein Hans Forster von Höhenperg genannt, 1559 die Oberdorfer zu Gaisbach und 1566 nennen sich die Frondorfer von Walkering zu Viecht. Von dem letzten Frondorfer namens Hanns gelangte die Herrschaft im Erbwege an die Wiellinger von Au. Genannt werden dabei ein Ernst (1570) und ein Wilhelm (1630). 1633 waren Walkering und Viecht im Eigentum eines Abraham Walkeringer. 1665 war Walkering im Besitz des passauischen Kammerrates Wilhelm Venerand Link von und zu Walkering auf Viecht. Weitere Eigentümer waren: Franz von Rechling (1682–1693), Johann Felix Exenschläger (1723), Anton Neuburg, Edler von Ehrburg und römischer Reichsritter (1731), Johann Geislitzer von Wittweng (17590 und 1756), Franz Josef Guldermann (1769), Marianne Schaffenrath (1778), Josef Erasmus Schwarzäugl und sein Sohn (1782); diese verkauften das Schloss an Herrn Meergraf und dieser wieder dem Baron von Stümpfl. 1837 scheint Freiherr Thaddäus von Reischach als Inhaber auf, 1844 besaß den Edelsitz der Glasfabrikant Wenzel Stimpfl aus Freudenthal. Als Grund für den häufigen Besitzerwechsel werden die geringen Erträge von Walkering und Viecht genannt: Um 1750 gehörten zur Herrschaft 32 Untertanen, von denen ein Einkommen von 277 fl. an die Herrschaft gezahlt wurde.
Im 19. Jahrhundert kam Walkering in bäuerlichen Besitz der Familie Emminger. Auch heute ist Walkeing immer noch ein Bauerngut und im Besitz dieser Familie.

## Beschreibung
Wie auf dem Stich von Georg Matthäus Vischer von 1674 zu sehen ist, war Walkering einst von einer Mauer umgeben. Auf dem Stich ist ein kirchenartiges Gebäude erkennbar. Die Benennung Fiecht bezieht sich auf den Edelsitz Viecht, der mit Walkering zu einem Fideikommiss zusammengeschlossen war. Alle der Verteidigung dienenden Anlagen sind heute abgetragen bzw. eingeebnet worden, nachdem das Schloss in eine Bauernwirtschaft umgewandelt worden war.
Die Anlage besteht aus einem zweigeschoßigen Herrenhaus mit Walmdach auf rechteckiger Grundfläche. Oberhalb des Eingangsportals befindet sich eine (Pilger-?)Muschel. Das Gebäude wird von zwei Halbrundtürmen flankiert, die aus der Zeit um 1600 stammen. Gegenüber dem Schloss befindet sich das mit ihm verbundene Wirtschaftsgebäude. Der Nordwestturm ist durch einen Torbogen mit dem Stalltrakt verbunden. Eine Verbindung des rechten Turmes mit dem Wirtschaftstrakt besteht nicht mehr, kann aber aufgrund von Putzschichten vermutet werden. Die Turmfenster sind mit schmiedeeisernen Fensterkörben ausgestattet. Beide Türme sind mit dem Walmdach des Herrenhauses verbunden und tragen gebrochene Zeltdächer. Der rechte Turm dient wirtschaftlichen Zwecken, in dem linken ist die Schlosskapelle untergebracht. Diese ist der Muttergottes geweiht. In ihr befinden sich eine spätgotische Madonna und ein barocker Altar. Zu Füßen Mariens sind die Jahreszahlen 1322 und 1733 eingraviert.

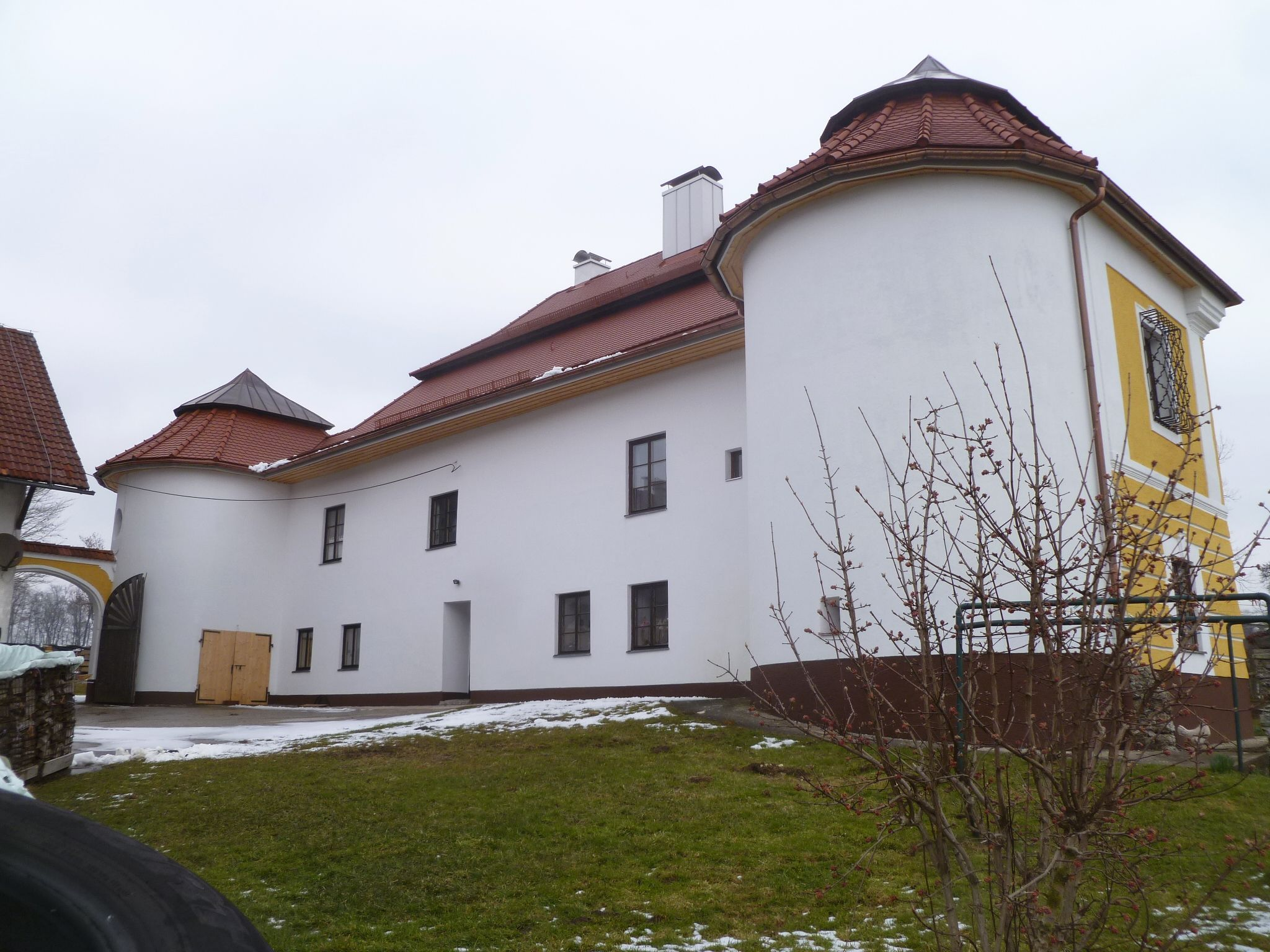
Rückseite
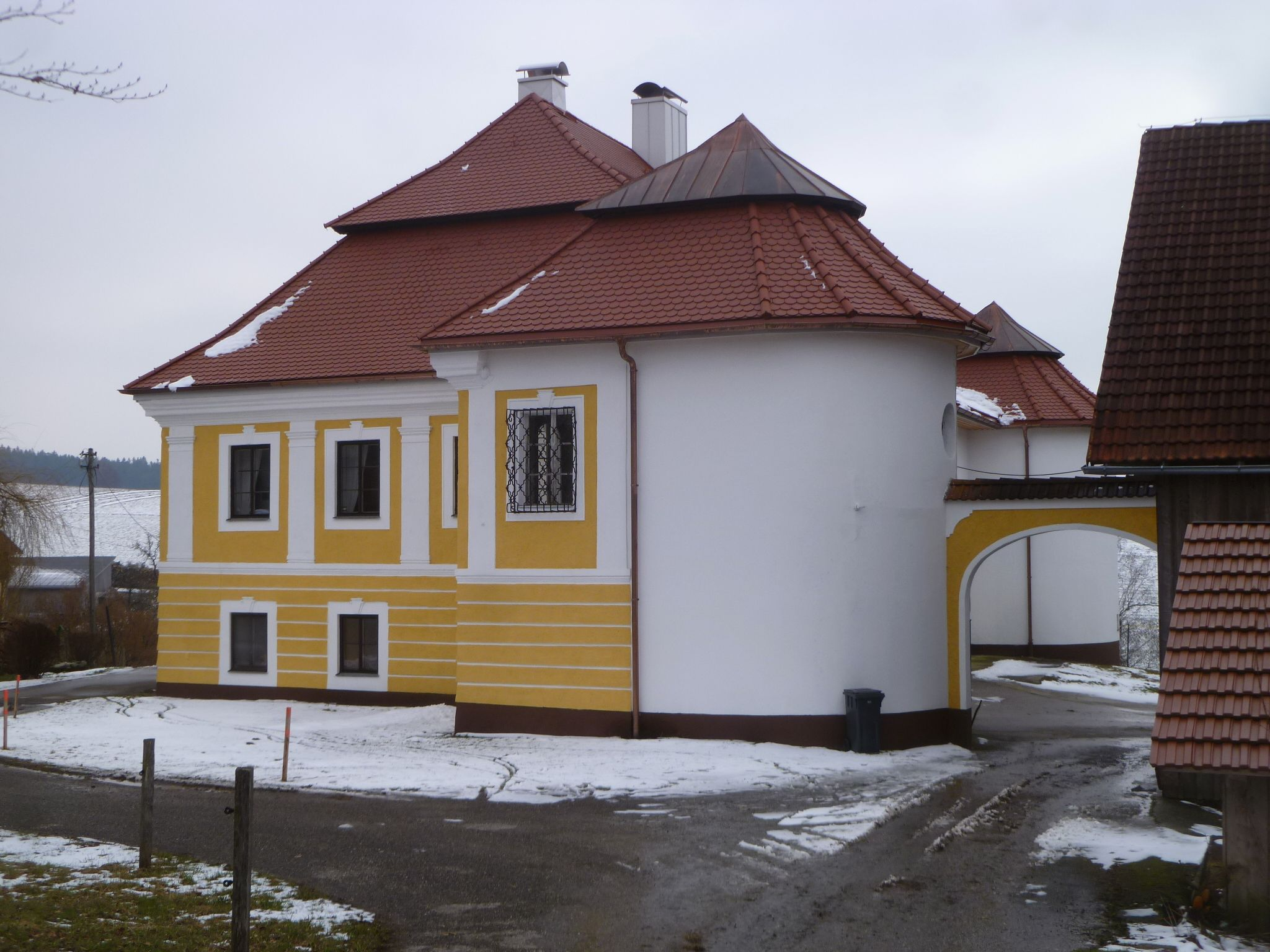
Seitenansicht mit Turm
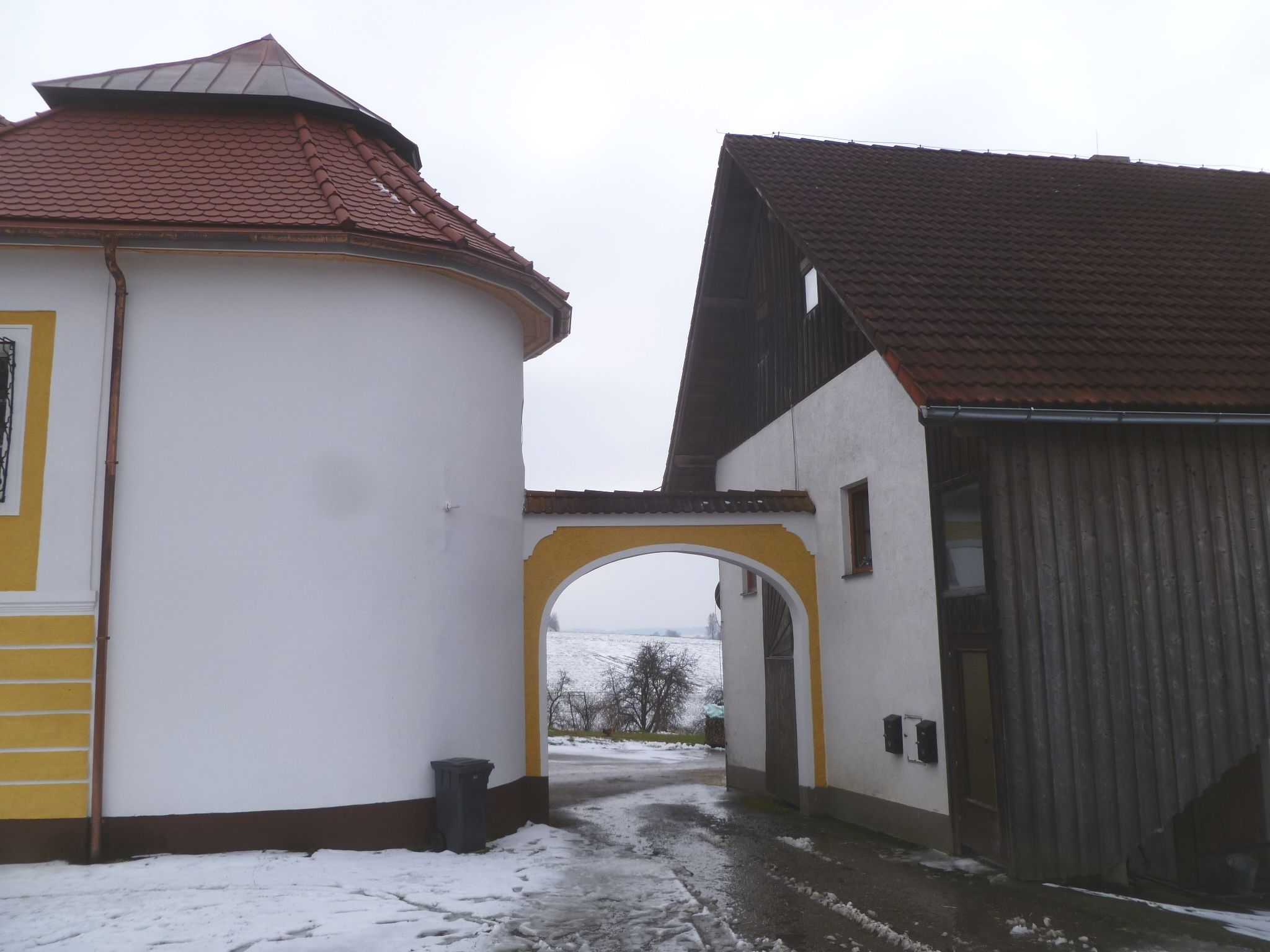
Verbindungstor
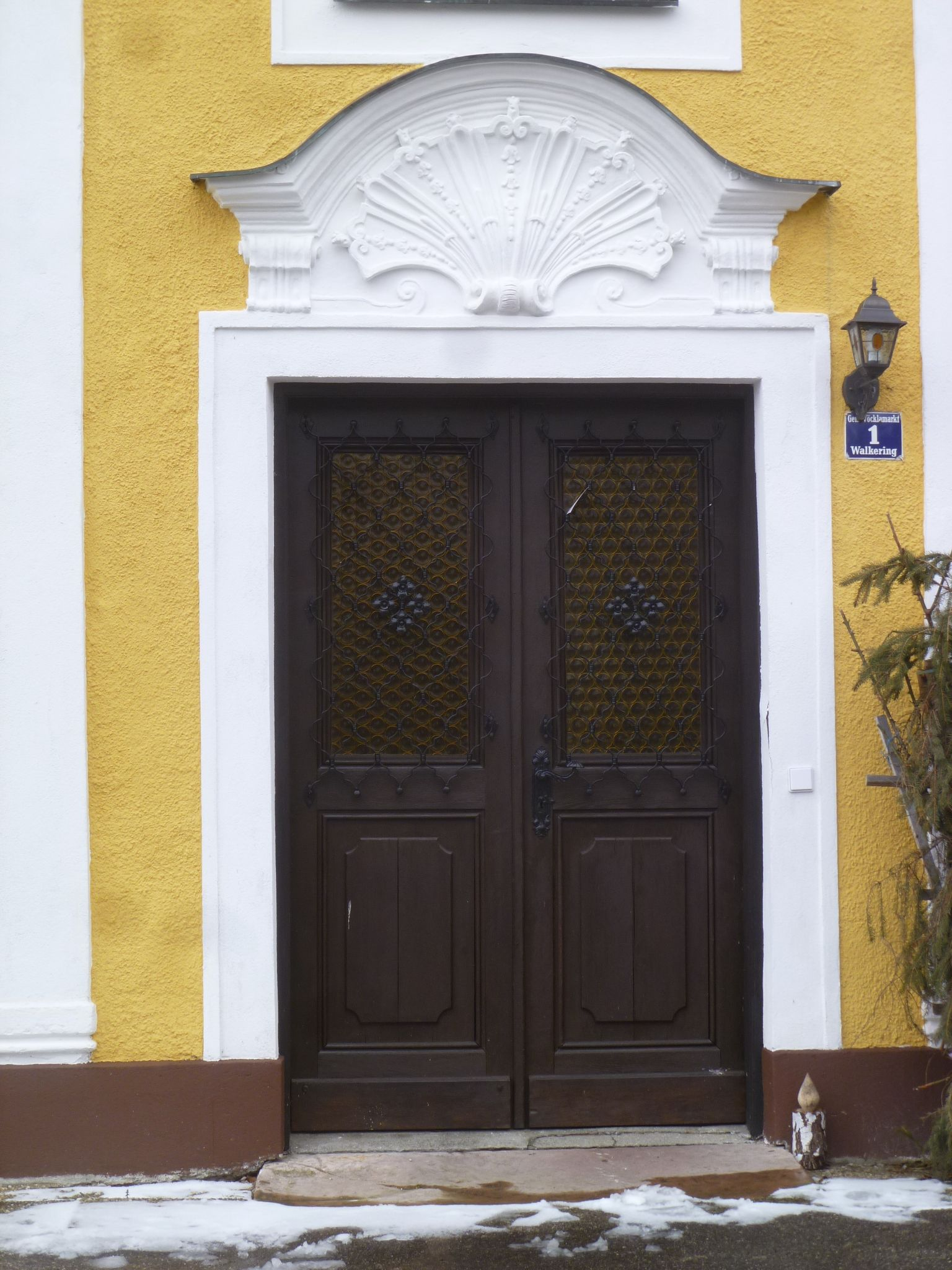
Eingangsportal